# San Cosme (kommunhuvudort)
San Cosme är en kommunhuvudort i Argentina.   Den ligger i provinsen Corrientes, i den nordöstra delen av landet, 800 km norr om huvudstaden Buenos Aires. San Cosme ligger 72 meter över havet och antalet invånare är 4 429.
Terrängen runt San Cosme är mycket platt. Närmaste större samhälle är San Luis del Palmar, 15,7 km söder om San Cosme.
Omgivningarna runt San Cosme är huvudsakligen savann. Runt San Cosme är det mycket glesbefolkat, med 6 invånare per kvadratkilometer.